# استان تیومن

استان تیومن در نقشهٔ روسیه.

استان تیومن (به روسی: Тюменская область، تلفظ: تیومِنسکایا اُبلاست) یکی از واحدهای فدرالی روسیه است.
مرکز این استان شهر تیومن است.